# Устинсков, Евгений Абрамович
Евгений Абрамович Устинсков (латыш. Jevgeņijs Ustinskovs; род. 4 июня 1970, Даугавпилс) — латвийский дирижёр, композитор, музыкальный педагог, доктор педагогических наук (Dr. paed.), автор более двух десятков научных публикаций. Основное научное направление - музыкальная импровизация. Является преподавателем в Даугавпилсском Музыкальном училище имени С. Брока, в Даугавпилсской средней школе № 13 (Iespēju vidusskola), а также художественный руководитель профессиональных городских оркестров: камерный оркестр Daugavpils Sinfonietta и духовой оркестр Daugava. Также работал в Латвийской Музыкальной академии имени Я. Витола, Даугавпилсском университете и избирался депутатом Даугавпилсской городской думы.
Учился в Даугавпилсской школе №13 и в Даугавпилсском Музыкальном училище. Окончил Латвийскую музыкальную академию (1993, JVLMA), в 1995 году — магистрантуру JVLMA. В 1997—2000 учился в докторантуре Латвийского университета, в 2009—2012 учился в докторантуре Даугавпилсского университета. Среди педагогов Устинскова: Т. Брок, Л. Амолиньш, П. Плакидис и другие.  
Свою самостоятельую творческую деятельность начал в 13 лет, как рок-музыкант: уже в 7 классе создал и возглавил школьную рок-группу.  Затем основное направление работы - хоровой дирижер. Работал с различными хорами мальчиков, девочек, женскими, мужскими и смешанными коллективами, а также с различными вокальными и вокально-инструментальными ансамблями.  
С 1996 г. возглавляет Даугавпилсский смешанный хор «Даугава», с которым добился значительного международного признания — в том числе завоевал первые премии и Гран-При на Четвёртом международном конкурсе хоров в Вильнюсе (Литва, 2000), Клайпеде (Литва, 2001), на Десятом международном фестивале духовной музыки в Могилёве (Беларусь, 2002), на Восьмом международном конкурсе молодёжных хоров в Вельдховене (Нидерланды, 2004), на Международном музыкальном фестивале в Лланголлене (Уэльс, 2007), на Международном фестивале в Москве (2010, 2017, 2018, 2019, 2020), на фестивале в Кемерово (Россия, 2010, 2014, 2018), на фестивале в Санкт-Петербурге (Россия, 2015), золотую медаль на Всемирных Хоровых играх в Сочи (Россия, 2016), на музыкальном конкурсе Baltic voyage Рига-Стокгольм (Швеция, 2019), золотую медаль на Мировом фестивале в Вене (Австрия, 2021), золотой диплом и первое место в Кишиневе (Молдова, 2021), золотой диплом в Щецине (Польша, 2021), первое место в Ильинцах (Украина, 2021; 2023; 2024), Главный Приз в Одессе (Украина, 2021; 2024) и в Бельцах (Молдова, 2021). С хорами и вокальными ансамблями музыкального училища SBDMV завоевал первые премии на конкурсах в Даугавпилсе (2005, 2009, 2017, 2019, 2021, 2022, 2023), Минске (Беларусь, 2005), Белостоке (Польша, 2006), Риге (2007, 2009), Каунасе (2011), Санкт-Петербурге (2015),  Кемерово (2017, 2018, 2021), Москве (2020, 2021), Одессе (2021), Кишиневе (2021), Милане (Италия, Grand Prix, 2021), Нью-Йорке (США, Grand Prix, 2021), Бразилии (2022), Лас-Вегас (США, Grand Prix, 2022), Ильинцы (Украина, 2023), Вена (Австрия, 2023), Бухарест (Румыния, 2023). С мужским хором "Forte" (создан Устинсковым в 1997 году) и смешанным хором 13 средней школы (Iespēju vidusskola) "Nojauta" (возглавляет с 2001 года) многократно становился призёром всеобщих национальных конкурсов Латвии, получил серебряную медаль на Мировой Хоровой Олимпиаде (2014), 1 приз на международном конкурсе в Санкт-Петербурге (2017, 2021) и в Москве (2018, 2019, 2020, 2021), в Одессе (2021, 2024), в Бельцах (2021), в Кемерово (2021), Ильинцы (2021; 2023; 2024; 2025), в Брюсселе (Бельгия, Grand Prix, 2021), в Даугавпилсе (2019, 2022), в Mонако (Grand Prix, 2022), в Черногории (Grand Prix, 2022), Бухаресте (2024; 2025). Также с различными коллективами и учениками получил награды на международных конкурсах в Польше, Германии, Венгрии, Румынии, Испании и в других странах. С своими коллективами выступал в России, Эстонии, Литве, Белоруссии, Украине, Польше, Германии, Венгрии, Нидерландах, Швеции, Австрии, Англии, Испании, Италии, Северной Македонии.  
Был признан лучшим дирижером Детско-юношеского хорового чемпионата Мира в Санкт-Петербурге (2015), звание Excellent choir conductor  в Вене (2021). Со своими коллективами подготавливал: "Gloria" А. Вивальди, Реквием В.А. Моцарта, "Carmina Burana" К. Орфа, "Stabat Mater" Д. Перголези, "Немецкий Реквием" И. Брамса, оперу "Евгений Онегин" П. Чайковского и другие музыкальные произведения. 
Художественный руководитель Латгальских Праздников Песни в 2005, 2010 и 2015 годах, в 2020 (не состоялся из-за пандемии), в 2025, а также латгальских музыкальных праздников в 2012 и 2017 годах. Один из главных дирижёров Праздника Песни молодежи Латвии 2010 года, 2020 года, 2025 года, а также Всеобщего Латышского Праздника Песни 2013 года и 2023 года. 
Является основателем и художественным руководителем Международного фестиваля духовной музыки Silver bells, Международного конкурса молодых дирижёров имени Ст. Брока, Международного конкурса молодых исполнителей рождественских песен, Международного конкурса молодых пианистов имени Оскара Строка, Международного конкурса молодых исполнителей народной песни имени Альфреда Фейла, Международного фестиваля оркестров имени Паула Круминя, Международного конкурса исполнителей современной музыки имени Марка Ротко, а также ряда других конкурсов и фестивалей. 
Как музыкальный руководитель, участвовал в постановке оперетты "Тайна Мистера Икс" (2015), музыкального спектакля "Затонувший замок" (2017), мюзикла "Джейн Эйр" (2018) в Даугавпилсском театре. 
Ведет мастер-классы по музыкальной импровизации и хоровому пению в Латвии, России (Москва, Санкт-Петербург), Эстонии, Беларуси, Казахстане, Италии. Член жюри на хоровых и вокальных конкурсах в Латвии, Литве (Вильнюс, Каунас, Шауляй, Паневежис), Беларуси (Минск, Могилёв), России (Москва, Санкт-Петербург, Кемерово), Молдове, Казахстане, Украине (Одесса, Ильинцы), Польше (Белосток, Сопот), Италии, Швеции, Словакии.
Среди композиций Устинскова — месса для мужского хора, сопрано, меццо-сопрано, баса и оркестра; «Stabat Mater» для сопрано, мужского и детского хоров и оркестра;  кантата DNP для солистов, оркестра и хора (2017), кантата "Canita tuba in Sion" для солистов, хора и оркестра (2019),  Рождественская кантата для сопрано, оркестра и двойного хора, а также другие хоровые произведения, произведения для симфонического и духового оркестров, романсы и эстрадная музыка. Несколько произведений Устинскова были отмеченны наградами конкурсов по композиции. Наиболее популярное произведение - Stabat Mater dolorosa, которое регулярно исполняется хоровыми коллективами во всем мире. 
В 2005 году был признан Персоной года в Даугавпилсе, в 2013 и 2016 году получил Приз Года города Даугавпилса. Был многократно награжден министерством Культуры ЛР.